# キャンディミント
キャンディミントはテレビ東京系の朝の子供向け番組、おはスタにて2005年4月～2007年3月まで2年間おはガールを務めた3人組の少女のユニットである。メンバーはまあり（麻亜里）、まどか（下垣真香）、みづき（菅澤美月）。メンバー変遷の多いおはガールの中で好評を受け、2年に渡り同じメンバーで務めた。

## 概要
月曜から金曜まで3人の内一人ずつ、おはガールとして、山寺宏一および曜日レギュラーとともに生放送の番組を行った。
1年目は主にマジックに挑戦していたが、2年目は新体操のリボンに挑戦した。曲は「未来の虹」。
夏にはプールでの水着ロケにも挑戦。1年目の司会は大沢あかね、2年目はパッション屋良。
2007年3月23日に山寺が「実は、おはガールも今月で卒業なんです」と話し、卒業が視聴者に告げられた。そして、2007年3月30日の番組内で卒業した。

## メンバー
- まあり（麻亜里）
  - 開始時、中学2年。基調とする色は青（水色に近い）。基本立ち位置は向かって左。
- まどか（下垣真香）
  - 開始時、中学2年。基調とする色はピンク。基本立ち位置は向かって真ん中。
- みづき（菅澤美月）
  - 開始時、中学1年。基調とする色はオレンジ。基本立ち位置は向かって右。

## 逸話
- 3人とも血液型がB型である。

## 共演メンバー

### 総合司会
- やまちゃん（山寺宏一）

### 当時の日替わりレギュラー
- 月曜日 - 番長（松風雅也）（同じ日にキャンディミント共に卒業した。）
- 火曜日 - じーさん（着ぐるみとして出演） → マイナスターズ → 安田大合唱団（安田大サーカス） → タナッキー&やまね（アンガールズ）
- 水曜日 - 鉄拳王（鉄拳）
- 木曜日 - 未来少年ヤマモト → やまっちゃま（共に山本圭一（極楽とんぼ）） → せとくん（瀬戸康史）
- 金曜日 - キングコング → 南海キャンディーズ※以前は土曜の姉妹番組おはコロシアムの司会も兼任した。